# هنري فاينبيرغ
هنري فاينبيرغ (بالإنجليزية: Henry Feinberg)‏ هو مخترِع وكاتب سيناريو ومخرج أمريكي، ولد في 24 يوليو 1941.

## وصلات خارجية
- هنري فاينبيرغ على موقع IMDb (الإنجليزية)